# 武田精一
武田 精一（たけだ せいいち、1889年（明治22年）10月7日 - 1966年（昭和41年）10月27日）は、大日本帝国陸軍軍人。最終階級は陸軍少将。功四級。

## 経歴
1889年（明治22年）に神奈川県で生まれた。陸軍士官学校第23期卒業。1937年（昭和12年）11月1日に陸軍砲兵大佐進級と同時に野砲兵第3連隊長（上海派遣軍・第3師団）に着任し、日中戦争に出動した。1939年（昭和14年）3月に陸軍野戦砲兵学校教導連隊長に転じ、1940年（昭和15年）8月に陸軍野戦砲兵学校附となった。
1943年（昭和18年）3月1日に由良要塞司令官に就任し、8月2日に陸軍少将に進級した。1945年（昭和20年）4月8日に第3方面軍兵器部長（関東軍）に就任し、終戦時は奉天に位置した。
1948年（昭和23年）1月31日、公職追放仮指定を受けた。